# Kristian Djurhuus
Kristian Djurhuus (Tórshavn, 1895. február 12. – Tvøroyri, 1984. november 20.) feröeri politikus, a Sambandsflokkurin (Unionista Párt) tagja. 1950-től 1958-ig és 1968-tól 1970-ig Feröer miniszterelnöke volt.

## Pályafutása
Először a tórshavni postán dolgozott, majd 1920-1965-ig Suðuroy rendőrfőnöke volt.
1926-1934-ig Froðba egyházközség tanácsának tagja, valamint 1930-ig a község polgármestere is volt. 1932-1962-ig és 1966-1970-ig – miniszteri és miniszterelnöki időszakait leszámítva – a Løgting tagja, illetve a II. világháború alatt (1945. augusztus 28. és november 24. között) elnöke volt.
1948-1950-ig, 1959-1963-ig, valamint 1967-1968-ig miniszteri posztot töltött be a feröeri kormányban, míg 1950-1958-ig és 1968-1970-ig Feröer miniszterelnöke volt.
Hivatali ideje alatt a legnagyobb válság a klaksvíki orvossztrájk volt (1952-1956), amelynek tetőfoka a Djurhuus elleni merénylet volt 1955. november 20-án: ismeretlen tettes lövést adott le a lakóházára Tvøroyriben. Djurhuus nem sebesült meg a merényletben.

## Magánélete
Szülei Elin szül. Larsen Porkeriből és Hans Andreas Djurhuus (1869–1949) Tórshavnból. Felesége Margretha szül. Nielsen.

## Fordítás
- Ez a szócikk részben vagy egészben az Kristian Djurhuus című német Wikipédia-szócikk ezen változatának fordításán alapul.  Az eredeti cikk szerkesztőit annak laptörténete sorolja fel. Ez a jelzés csupán a megfogalmazás eredetét és a szerzői jogokat jelzi, nem szolgál a cikkben szereplő információk forrásmegjelöléseként.